# Hey Stephen
«Hey Stephen» — песня американской певицы и автора-исполнителя Тейлор Свифт из её второго студийного альбома Fearless (2008). Это песня в стиле кантри-поп и тин-поп о безответной любви, вдохновлённая реальным увлечением. Спродюсированная Свифт и Нейтаном Чапманом, песня «Hey Stephen» включает ударные, вдохновлённые записями гёрл-групп, контрабас, задающий грув, и приглушенный орган орган Хаммонда. В рецензиях на альбом Fearless критики, выбравшие песню «Hey Stephen» в качестве изюминки альбома, хвалили запоминающуюся мелодию и искренний текст о подростковых чувствах. Песня заняла 94 место в Billboard Hot 100 и получила золотой сертификат Американской ассоциации звукозаписывающих компаний (RIAA).
Свифт включила песню «Hey Stephen» в сет-лист своего первого хедлайнерского тура, Fearless Tour (2009—2010). После спора о праве собственности на бэк-каталог Свифт в 2019 году она перезаписала песню как «Hey Stephen (Taylor’s Version)» для своего перезаписанного альбома Fearless (Taylor’s Version) (2021). Песня «Hey Stephen (Taylor’s Version)» попала в чарты Австралии и Канады. В ретроспективных рейтингах некоторые рецензенты оставались положительными, но другие считали трек заурядным.

## История
Тейлор Свифт написала песни для своего второго студийного альбома Fearless, гастролируя в качестве открывающей группы для других кантри-музыкантов с целью продвижения своего дебютного студийного альбома с собственным названием в 2007—2008 годах, когда ей было 17—18 лет. Продолжая романтические темы своего первого альбома, Свифт написала песни о любви и личном опыте с точки зрения девочки-подростка, чтобы убедиться, что её поклонники смогут принять Fearless. В связи с этим Свифт сказала, что почти у каждого трека альбома есть «лицо», которое она ассоциирует с ним. В итоге получилась коллекция песен о трудностях любви с ярко выраженными школьными и сказочными лирическими образами. Свифт и продюсер Нейтан Чапман записали более 50 песен для Fearless, и «Hey Stephen» стала одной из 13 композиций, вошедших в окончательный вариант. Они спродюсировали песню, а Джастин Нибэнк смикшировал её в Blackbird Studios в Нашвилле. В примечаниях к альбому она указала секретное послание к песне как «Love and Theft», ссылаясь на группу кантри-музыки, которая открывала для неё концерты.
На вопрос Остина Скаггса из Rolling Stone, был ли Стивен реальным человеком, Свифт ответила: «У меня нет проблем с называнием имен. Моя личная цель — чтобы мои песни были настолько подробными, чтобы парень, о котором написана песня, знал, что она о нём». Вдохновителем песни стал участник группы «Love and Theft» Стивен Баркер Лайлз, с которым у неё были дружеские отношения. После выхода Fearless Свифт написала ему сообщение о песне. Она вспомнила, что было «весело» включить в альбом личное признание, с которым ей «придется иметь дело», и было «интересно» узнать, что скажет об этом Лайлз. Лайлз говорил в интервью The Boot (2009): «Я испытал огромное облегчение, когда оказалось, что это хорошая песня, и на самом деле это одна из самых приятных вещей, которые кто-либо когда-либо делал для меня». Он написал «Try to Make It Anyway» как песню-ответ Свифт, когда они вместе гастролировали, и выпустил её для скачивания и потокового вещания в 2011 году.

## Релиз

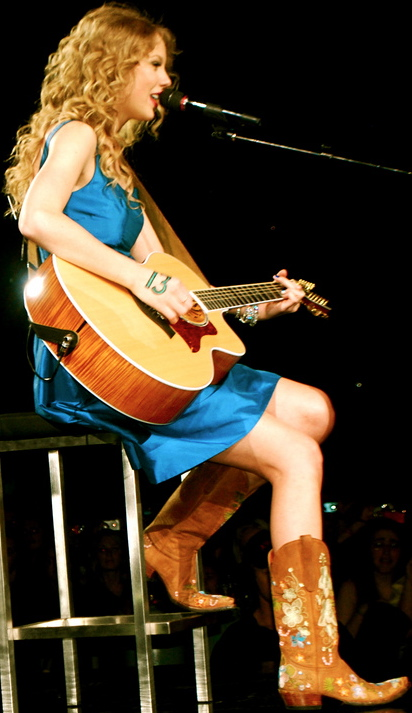
Свифт (на фото в 2010 году) во время тура Fearless Tour, в сет-лист которого вошла песня «Hey Stephen».

Песня «Hey Stephen» была выпущена Big Machine Records 11 ноября 2008 года в качестве трека из альбома Fearless. Она достигла 94-го места в чарте Billboard Hot 100 от 29 ноября 2008 года. Американская ассоциация звукозаписывающих компаний (RIAA) сертифицировала песню как золотую, что означает 500 000 единиц по результатам продаж и потокового вещания. Свифт исполнила песню вживую на своем дебютном австралийском концерте в Tivoli в Брисбене 5 марта 2009 года. «Hey Stephen» была частью акустической сессии в середине шоу во время первого хедлайнерского тура Свифт, тура Fearless Tour (2009—2010). В середине выступления Свифт спускалась к проходу, чтобы поприветствовать и обнять своих поклонников. Свифт исполнила «Hey Stephen» в качестве «песни-сюрприза» 18 сентября 2018 года во время выступления Свифт в Сент-Луисе в рамках тура Reputation Stadium Tour, а также 14 мая 2023 года в Филадельфии в рамках Eras Tour.
Подписав новый контракт с Republic Records, Свифт начала перезапись своих первых шести студийных альбомов в ноябре 2020 года. Это решение последовало за публичным спором в 2019 году между Свифт и менеджером талантов Скутером Брауном, который приобрел Big Machine Records, включая выпущенные лейблом мастер-записи альбомов Свифт. Перезаписав альбомы, Свифт получила полное право собственности на новые мастера, что позволило ей контролировать лицензирование своих песен для коммерческого использования, и поэтому она заменила мастер-записи, принадлежавшие Big Machine. Свифт и Кристофер Роу спродюсировали перезаписанный трек, который был записан Дэвидом Пейном в студиях Black Bird и Prime Recording Studios в Нашвилле. Роу записал вокал Свифт в её домашней студии в Лондоне, а Сербан Генеа смикшировал трек в MixStar Studios в Вирджинии-Бич (штат Вирджиния).
Перезапись песни «Hey Stephen» с подзаголовком «Taylor’s Version» была выпущена как часть альбома Fearless (Taylor’s Version). Свифт опубликовала фрагмент песни «Hey Stephen (Taylor’s Version)» на своей странице в Твиттере 8 апреля 2021 года, за день до того, как Republic Records выпустила Fearless (Taylor’s Version). «Hey Stephen (Taylor’s Version)» попал в чарты Австралии (86) и Канады (68). Трек достиг 105-го места в глобальном хит-параде Billboard Global 200. В Соединённых Штатах «Hey Stephen (Taylor’s Version)» занял первое место в Bubbling Under Hot 100 и 28 место в кантри-чарте Billboard Hot Country Songs.

## Композиция
«Hey Stephen» — это песня в стиле кантри-поп и тин-поп. Она отличается постановкой, которую критики описали как «гладкую» и «игривую».
В песне использованы такие инструменты, как классическая гитара, контрабас, задающий грув и приглушенный орган Хаммонда (Hammond B-3). В треке использован барабанный ритм, который Роб Шеффилд из Rolling Stone нашёл напоминающим «Be My Baby» (1963) группы The Ronettes, а Мария Шерман из NPR Music сказала, что он напоминает классические записи гёрл-групп. Свифт использует Ad libitum и усмехается перед финальным припевом. Трек начинается и заканчивается напеванием Свифт; он заканчивается напеванием группы и постоянным щелканьем пальцами. В оригинальной версии песни 2008 года щелканье пальцами приписывается детям кантри-музыканта Мартины Макбрайд и их друзьям, которые однажды посетили Свифт, когда она была в студии звукозаписи мужа Макбрайд, Джона. В перезаписанной песне «Hey Stephen (Taylor’s Version)» использована та же аранжировка, из-за чего журналист The New York Times Джо Коскарелли заметил, что она звучит «скорее ремастированной, чем перезаписанной». Профессор Майкл А. Ли выделил несколько незначительных изменений: голос Свифт стал более насыщенным и менее придыхательным, а тарелки в паузе стали громче.
В тексте песни говорится о безответной любви к, казалось бы, недоступному парню. Заглавный герой — парень, которым интересуются «все девочки», и хотя они бросают камни в его окно, чтобы привлечь его внимание, героиня Свифт говорит Стивену, что она единственная «ждёт там, даже когда холодно». В песне «Hey Stephen» использованы некоторые лирические мотивы, повторяющиеся во многих других песнях Свифт, такие как дождь («Can’t help it if I wanna kiss you in the rain so») и ожидание кого-то у окна. В одном месте Свифт поёт: «Hey Stephen, why are people always leaving/ I think you and I should stay the same». Биограф Лив Спенсер объяснила эту песню влиянием гастролей Свифт, которые «иногда означают слишком много прощаний».
В бридже героиня Свифт упоминает причину, по которой Стивен должен встречаться с ней: «Все эти другие девушки, ну, они красивы, но разве они напишут для тебя песню?». Критик Кен Такер счёл, что этот текст демонстрирует «уверенное чувство юмора» Свифт, а музыковед Джеймс Э. Перон отметил, что он роднит Свифт с традицией авторов-исполнителей 1970-х годов упоминать в своих произведениях профессию автора песен. В статье для Gigwise в 2021 году журналист Келси Барнс отметила, что песня «Hey Stephen» является примером тропов авторской песни Свифт: трек отражает её желание быть «увиденной, понятой и любимой другими», повторяющуюся во многих её последующих песнях. По мнению Барнс, песня позволила заглянуть в личную жизнь Свифт до того, как она стала сенсацией в прессе.

## Отзывы
Песня получила положительные отзывы музыкальных критиков и интернет-изданий. В рецензиях на альбом Fearless многие критики выделили песню «Hey Stephen» как его изюминку. Они положительно отметили, как «Hey Stephen» изображает универсальные подростковые чувства к любви и увлечению — Крейг С. Сермон из Telegram & Gazette написал: «Свободного и игривого признания Свифт достаточно, чтобы заставить покраснеть любого».
Другие хвалили авторство песни Свифт за создание, по их мнению, запоминающейся мелодии. Ларри Роджерс в The Arizona Republic написал, что трек был «напевным поп-хитом», а Крис Ричардс в The Washington Post хвалил его «неотразимую улыбку», которая может «навсегда [поселиться] в вашем мозгу». Джоди Розен в рецензии для Rolling Stone выбрала эту песню в качестве примера написания песен Свифт, который подчеркивает её «особый шарм» в Fearless: «Её музыка сочетает в себе почти безличный профессионализм — она настолько строго отлажена, что звучит так, будто её научно разработали на фабрике хитов — с признаниями, которые до боли интимны и правдивы». В Slant Magazine Джонатан Киф назвал песню «Hey Stephen» одной из самых очаровательных композиций альбома и похвалил эмоции, которые нашли отклик у основной аудитории Свифт — подростков, но ему показалось, что песне не хватает утончённости, которую приписывали ей другие.
В ретроспективных обзорах песни Шеффилд и Нейт Джонс из Vulture похвалили её запоминающуюся мелодию. Джонс написал: «Свифт находится в своей зоне как автор, исполнитель и продюсер в этом выигрышном глубоком треке». Рецензируя перезаписанную «Hey Stephen (Taylor’s Version)», Хизер Тейлор-Сингх из Exclaim! отметила, что она сохранила искреннюю эмоциональность оригинала, а Росс Хортон из The Line of Best Fit написал, что она осталась «превосходной», как и раньше. Некоторые другие были не столь комплиментарны. Хейзел Силс из Pitchfork сказала, что «крайняя конкретность» трека, который ощущается как «копия ежегодника Свифт, к которому мы каким-то образом допущены», была слишком большой для и без того личного альбома. Мэри Сироки из Consequence назвала «Hey Stephen» запоминающейся песней, но написала, что её «повторяющаяся мелодия» и «клишированные» лирические мотивы делают её наименее убедительной в альбоме. По мнению Перона, хотя текст песни условен и шаблонный, «исполнение Свифт и её мелодичный текст все равно делают песню приятной и увлекательной».

## Участники записи
«Hey Stephen» (2008)
- Тейлор Свифт — автор, продюсер
- Натан Чепмен — продюсер
- Дрю Боллман — ассистент микшера
- Чад Карлсон — инженер звукозаписи
- Джастин Нибэнк — микшер
- Эндрю Бауэрс — щелканье пальцами
- Буррус Кокс — щелчки пальцами
- Каролин Купер — щелчки пальцами
- Лорен Элкан — щелчки пальцами
- Дилейни МакБрайд — щелчки пальцами
- Эмма Макбрайд — щелчки пальцами
- Николас Браун — инструменты

«Hey Stephen (Taylor’s Version)» (2021)
- Тейлор Свифт — автор, продюсер, ведущий вокал
- Кристофер Роу — запись вокала, продюсер
- Макс Бернштейн — вибрафон
- Мэтт Биллингсли — барабаны, пальцевые щелчки
- Кейтлин Эвансон — фоновый вокал
- Дерек Гартен — дополнительный звукоинженер
- Сербан Генеа — микширование
- Джон Ханес — звукоинженер
- Амос Хеллер — бас-гитара
- Майк Медоуз — акустическая гитара, орган Hammond B3, пальцевые щелчки, фоновый вокал
- Дэвид Пэйн — запись
- Лоуэлл Рейнольдс — ассистент инженера звукозаписи
- Джонатан Юдкин — скрипка, запись скрипки

## Чарты
| Чарт (2008)             | Высшая позиция |
| ----------------------- | -------------- |
| США (Billboard Hot 100) | 94             |

| Чарт (2021)                                    | Высшая позиция |
| ---------------------------------------------- | -------------- |
| Австралия (ARIA)                               | 86             |
| Канада (Billboard Canadian Hot 100)            | 68             |
| Мир (Billboard Global 200)                     | 105            |
| США (Billboard Bubbling Under Hot 100 Singles) | 1              |
| США (Billboard Hot Country Songs)              | 28             |

## Сертификации
| Регион                                                                      | Сертификация | Продажи |
| --------------------------------------------------------------------------- | ------------ | ------- |
| США (RIAA)                                                                  | Золотой      | 500 000 |
| Данные о продажах + прослушиваниях приведены только на основе сертификации. |              |         |

### Комментарии
1. ↑  «Секретные послания» песен Свифт расшифровываются путем расположения определенных заглавных букв в тексте каждой песни, напечатанном в буклете альбома, в том порядке, в котором они произносят определенное слово или фразу[9]
2. ↑  Относится соответственно к Larry Rodgers из The Arizona Republic[39] и Jonathan Keefe из Slant Magazine[38]
3. ↑  Эта образность присутствует в таких песнях, как «Fearless» («There’s something 'bout the way the street looks when it just rained»), «Forever & Always» («It rains when you’re here and it rains when you’re gone») и «Sparks Fly» («Drop everything now/ Meet me in the pouring rain»)[53]
4. ↑  Эта образность присутствует в таких песнях, как «Our Song», «Love Story» и «Come In with the Rain»[8]
5. ↑  Относится к рецензиям Reading Eagle[46], Дэррил Стердан из The Edmonton Sun[56], Джо Брина из The Irish Times[57] и Роба Шеффилда из Blender[58]
6. ↑  Относится к рецензиям Крейга С. Сермоа из Telegram & Gazette[59], Кэти Хаббард из The Charleston Gazette[60] и Томаса Кинтнера из Hartford Courant[61]
7. ↑  Относится к рецензиям Hubbard[60], Ash Amanda из Edmonton Journal[62] и Chris Richards из The Washington Post[37]